# Samuïl Samossud
Samuïl Abràmovitx Samossud (en rus Самуил Абрамович Самосуд) (Tbilisi, Geòrgia, 14 de maig de 1884 – Moscou, Rússia, 6 de novembre de 1964) fou un director d'orquestra de l'antiga Unió Soviètica.
Va començar la seva carrera musical com a violoncel·lista, abans de convertir-se en director al Teatre Mariïnski de Petrograd el 1917. De 1918 a 1936 va dirigir al Teatre Mikhàilovski, a Leningrad. El 1936 esdevingué director musical del Teatre Bolxoi de Moscou. Va fundar el que es va convertir en l'⁣Orquestra Filharmònica de Moscou el 1951. Va estrenar diverses obres importants, com ara Lady Macbeth del districte de Mtsensk, El nas i la Setena Simfonia de Xostakóvitx; així com Guerra i pau i En guàrdia per la pau de Prokófiev. Xostakóvitx "tenia una gran opinió" de les representacions teatrals de Samossud, i el considerava "l'intèrpret suprem" d'obres operístiques com Lady Macbeth. No obstant això, després d'escoltar Samossud dirigir la Setena Simfonia, el compositor va escriure que volia escoltar Ievgueni Mravinski interpretar la simfonia, ja que "no tenia molta fe en Samossud com a director simfònic".